# Amtsgericht Bornhöved
Das Amtsgericht Bornhöved war ein preußisches Amtsgericht mit Sitz in Bornhöved.

## Geschichte
Mit der Annexion Schleswig-Holsteins wurden 1867 in der nunmehr preußischen Provinz fünf Kreisgerichte und das übergeordnete Appellationsgericht Kiel eingerichtet. Als Eingangsgerichte wurden Amtsgerichte geschaffen, darunter das Amtsgericht Bornhöved als eines von 16 Amtsgerichten des Kreisgerichts Kiel. Den Gerichtssprengel bildete der zu den Ämtern Segeberg und Plön gehörende Teil des Kirchenkirchspiels Bornhöved, die Güter Erkrade, Muggersfelde, Kuhlen, Seedorf und Hornstorf, Glasau, Schönböcken, Bockhorn, Perdoel, Depenau, Bundhorst und Rehmten und die Dorfschaften Travenhorst, Behmen und Bredenbek.
1871 wurde das Amtsgericht Bornhöved aufgehoben und sein Sprengel auf benachbarte Amtsgerichte verteilt. Bredenbeck und die Güter Nehmten und Pehmen kamen zum Amtsgericht Plön, die zu Bornhöved eingepfarrten Dörfer der früheren Ämter Plön und Segeberg sowie die Güter Erkrade, Hornstorf, Kuhlen, Muggersfelde und Seedorf kamen zum Amtsgericht Segeberg und die Güter Bockhorn und Schönböcken kamen zum Amtsgericht Neumünster.